# Забора
Забора, Забара — річка в Україні, у Гощанському й Костопільському районах Рівненської області. Ліва притока Замчиського (басейн Дніпра).

## Опис
Довжина річки 13 км, похил річки — 2,3 м/км. Площа басейну 56,7 км².

## Розташування
Бере початок у селі Жалянка. Тече переважно на північний захід і на південно-східній стороні від Малої Любаші впадає у річку Замчисько, праву притоку Горині.